# Theodor Benecke (Heimatforscher)
Theodor Benecke (* 20. Oktober 1870 in Hohnstorf; † 28. Mai 1929) war ein deutscher Lehrer, Heimatforscher, Konservator und erster Direktor des Helms-Museums in Hamburg-Harburg, dem Vorläufer des Archäologischen Museums Hamburg.

## Leben
Theodor wurde 1870 als Sohn des Lehrers August Benecke in Hohnstorf im Landkreis Lüneburg geboren. 1896 siedelte er nach Harburg, wo er eine Stelle als Volksschullehrer antrat. 1898 gehörte er zu den Gründern des Harburger Museumsverein und baute das Helms-Museum mit auf. Neben seinem Hauptberuf als Lehrer arbeitete Benecke zunächst nebenamtlich unter Albert Otto Gerber als stellvertretender Konservator am Helms-Museum. Nach dem Tode Gerbers übernahm Benecke die Stelle des Konservators. Benecke führte im Landkreis Harburg zahlreiche Ausgrabungen von frühgeschichtlichen Gräberfeldern durch und widmete sich intensiv der Heimatkunde Harburgs. Durch diese Forschungen erweiterte der die Bestände des Museums und prägte die archäologische Ausrichtung des Museums. Am 5. November 1923 wurde ihm der Posten eines Direktors des Museums übertragen. Auf Anregung des Harburger Bürgermeisters Walter Dudek wurde Benecke am 1. Dezember 1925 aus dem Schuldienst entlassen, um sich nun hauptberuflich der Entwicklung und Leitung des Helms-Museums widmen zu können. Unter Theodor Beneckes Leitung wurde das Helms-Museum zu einem modernen Museum ausgebaut. 

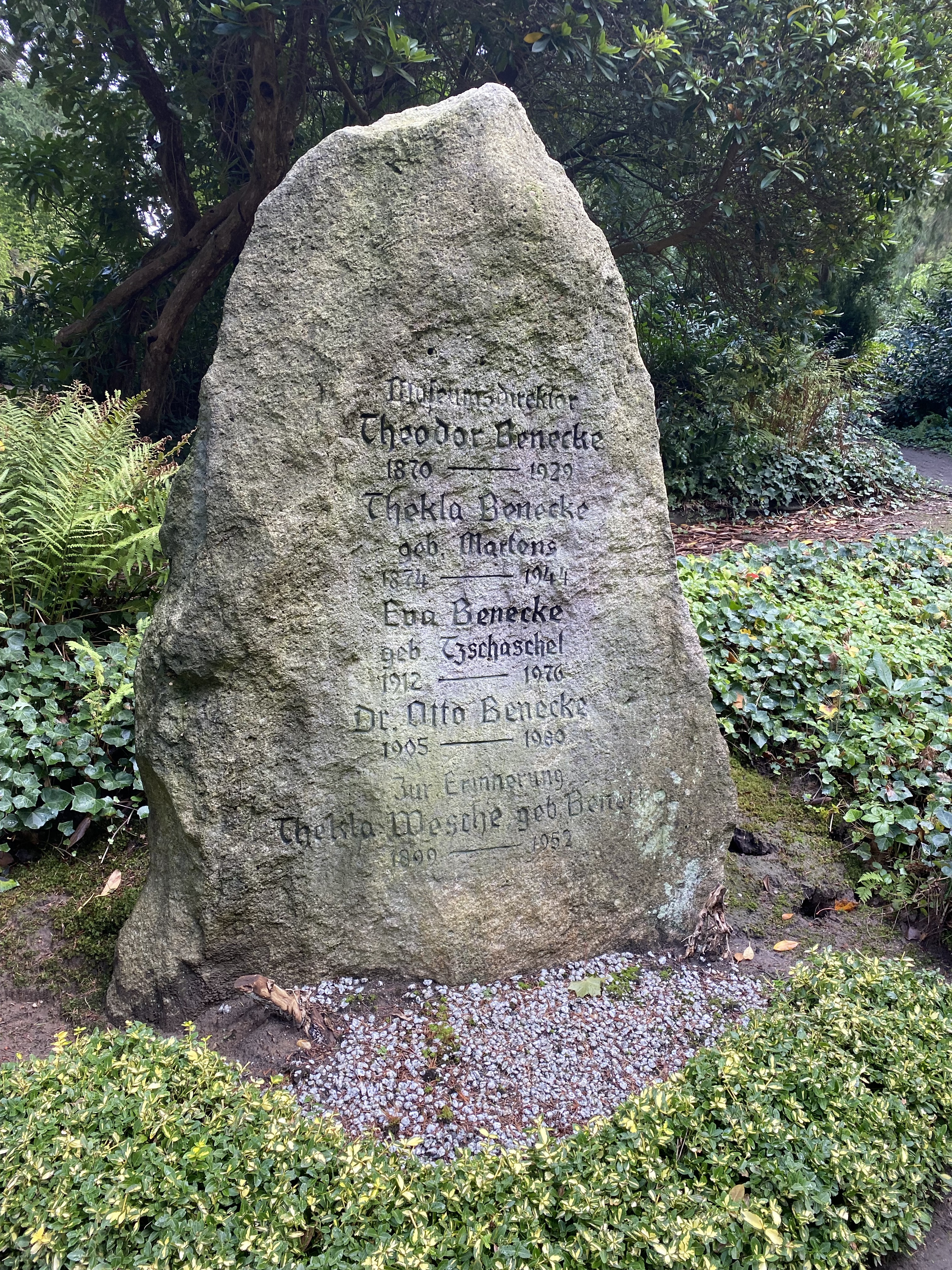
Grabstätte

Am 28. Mai 1929 erlag Theodor Benecke einem Schlaganfall. Er wurde in der Familiengrabstätte auf dem Neuen Friedhof Harburg im Hamburger Stadtteil Eißendorf beigesetzt. 

## Werke
- Neuester illustrierter Führer durch Harburg und Umgebung. G. Lühmann's Buchdruckerei, Harburg 1907.
- Historisch-topographische Nachrichten über das ehemalige Amt Moisburg. Lühmann, Harburg 1908.
- Alt Wilhelmsburg. Schüthe, Wilhelmsburg 1912.
- als Herausgeber mit Otto Benecke: Lüneburger Heimatbuch. 2 Bände (Bd. 1: Land und wirtschaftliches Leben. Bd. 2: Volk und geistiges Leben.). Niedersachsen-Verlag Carl Schünemann, Bremen 1914.
- Geschichtliche Nachrichten über Moorburg, Finkenwärder, Altenwerder, Lauenbruch, Ochsenwärder, Moorwärder, das Alteland, u. s. w. Kröger, Blankenese 1919 (Online).